# Единая четырёхпенсовая почта

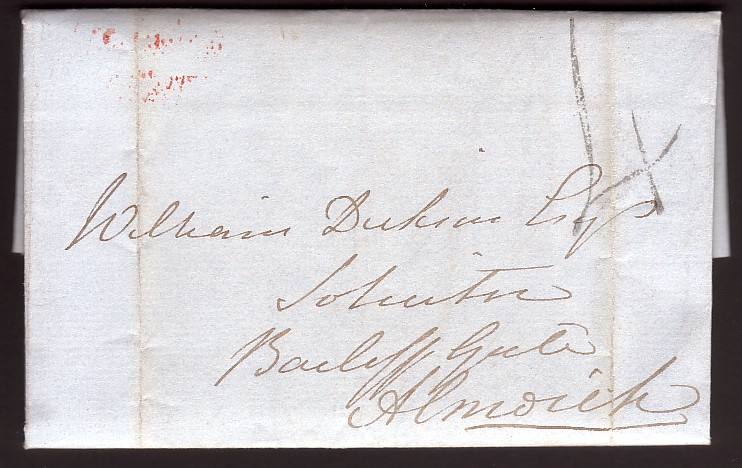
Конверт второго дня работы четырёхпенсовой почты с рукописной цифрой «4» Эдинбурга

Единая четырёхпенсовая почта (англ. Uniform Fourpenny Post) — просуществовавший короткое время единый предоплаченный тариф на пересылку писем в Соединённом королевстве Великобритании и Ирландии, который действовал в течение 36 дней с 5 декабря 1839 года по 9 января 1840 года. Единая четырёхпенсовая почта стала первым компонентом комплексной реформы почтовой связи Королевской почты, которая была проведена в XIX веке.

## Законодательство
17 августа 1839 года был принят Закон о почтовых сборах 1839 года (2 & 3 Vict., c. 52), которым была введена система почтовых сборов в одно пенни. Казначейству был дан срок до октября 1840 года для внедрения этой системы. Реакция общества на промежуточный тариф в 4 пенса была неблагоприятной, поскольку общество почувствовало себя обманутым из-за того, что не произошло согласованного снижения до единого тарифа в 1 пенни. Это привело к упразднению четырёхпенсовой почты и введению единой пенни-почты 10 января 1840 года, когда за предоплаченные письма весом в одну унцию стал взиматься тариф в 1 пенни. За этим последовал выпуск марок для предоплаты почтового сбора в мае 1840 года: почтовых марок «Чёрный пенни» и «Синий двухпенсовик».

## Подробности
С 5 декабря 1839 года по 9 января 1840 года за предоплаченные письма весом до половины унции взималась единообразная плата в размере 4 пенсов вместо суммы почтового сбора, рассчитываемой в зависимости от расстояния и количества листов бумаги в письме. За письмо весом в одну унцию (ок. 28 г) взимались 8 пенсов, при этом каждая дополнительная унция (всего до 16 унций), стоила 8 пенсов. За неоплаченное письмо взималась плата в размере, вдвое превышающем тариф за предоплаченную пересылку. В отношении почтовых отправлений, тарифы на пересылку которых уже были менее 4 пенсов, применялись существующие более низкие тарифы.
Количество пересылаемых писем значительно возросло. За неделю, закончившуюся 29 ноября 1839 года, лондонское почтовое управление переслало 1 585 973 письма. За неделю, закончившуюся 22 декабря, их количество составило 2 008 687 писем, а за неделю, закончившуюся 23 февраля 1840 года, было переслано 3 199 637 писем.

## Почтовые отметки

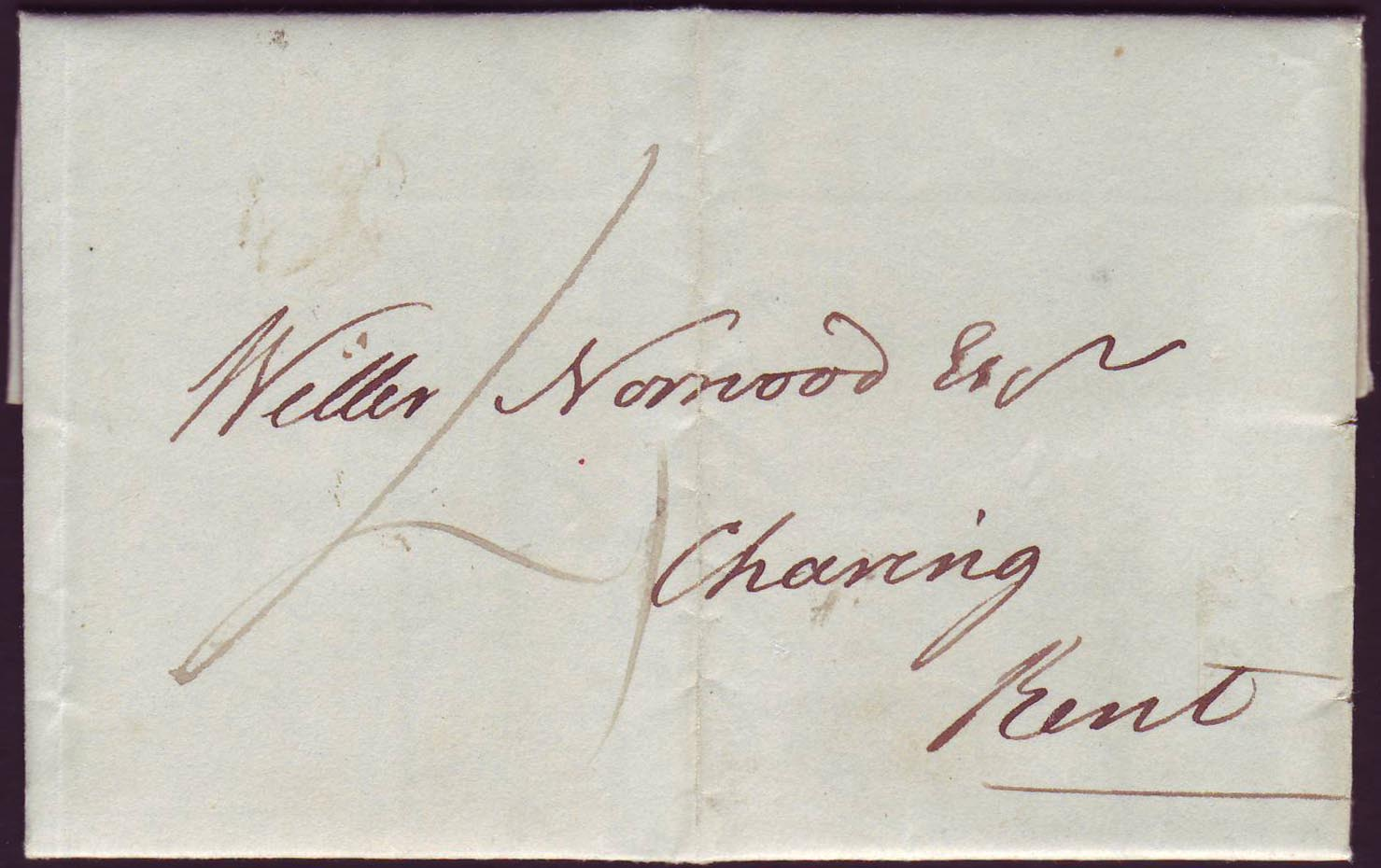
Конверт последнего дня работы четырёхпенсовой почты с рукописной цифрой «4», прошедший местную почту в Кенте

Почтовые отправления, отправляемые в период четырёхпенсовой почты, помечалась цифрой «4», проставленной либо от руки, либо с помощью резинового штемпеля, который применялся в ограниченном числе городов Великобритании и Ирландии. В Лондоне не было зафиксировано ни одного резинового штемпеля, хотя в Дублине, Глазго и Эдинбурге они применялись. Некоторые города, по-видимому, получили резиновые штемпели из неофициальных источников.